# Супереттан

Лого 2000—2019 років

Супереттан (швед. Superettan) — друга за рівнем футбольна ліга Швеції, сформована 2000 року. 
Складається з 16 команд. За результатами сезону команди, які зайняли перше та друге місця, виходять до Аллсвенскан, команда з третього місця грає перехідні матчі за вихід до Аллсвенскан. Команди з 2-х останніх місць вибувають до Еттан, команди з 13-го та 14-го місць грають перехідні матчі з командами з Еттан за право залишитись у Супереттан.

## Учасники сезону 2024 року
| Клуб                       | Місце в сезоні 2023 |
| -------------------------- | ------------------- |
| Дегерфорс ІФ               | Аллсвенскан — 15    |
| Варбергс БоІС              | Аллсвенскан — 16    |
| Гельсінгборгс ІФ           | 12                  |
| ГІФ Сундсвалль             | 10                  |
| «Естерс» ІФ (Векше)        | 4                   |
| Треллеборгс ФФ             | 8                   |
| Шевде АІК                  | 13                  |
| Ландскруна БоІС            | 7                   |
| ІК «Браге» (Бурленге)      | 6                   |
| Еребру СК                  | 11                  |
| «Утсіктенс» БК (Гетеборг)  | 3                   |
| «Єфле» ІФ (Євле)           | 9                   |
| «Ергрюте» ІС (Гетеборг)    | 14                  |
| Естерсундс ФК              | 5                   |
| Сандвікен ІФ               | Еттан (Північ) — 1  |
| ІК «Оддевольд» (Уддевалла) | Еттан (Південь) — 1 |

## Історія
| Сезон | Переможець                   | Друге місце                  | Третє місце                    |
| 2024  | Дегерфорс ІФ                 | Естерс ІФ                    | Ландскруна БоІС                |
| 2023  | Вестерос СК                  | ГАІС Гетеборг                | «Утсіктенс» БК (Гетеборг)      |
| 2022  | «Броммапойкарна» (Стокгольм) | Гальмстадс БК                | Естерс ІФ                      |
| 2021  | ІФК Вернаму                  | ГІФ Сундсвалль               | Гельсінгборг ІФ                |
| 2020  | Гальмстад БК                 | Дегерфорс ІФ                 | «Єнчепінг Седра» ІФ (Єнчепінг) |
| 2019  | М'єльбю АІФ                  | Варбергс БоІС                | «Браге» (Бурленге)             |
| 2018  | Гельсінгборг ІФ              | Фалькенбергс ФФ              | АФК Ескільстуна                |
| 2017  | «Броммапойкарна» (Стокгольм) | «Далькурд» (Бурленге)        | Треллеборгс ФФ                 |
| 2016  | «Сіріус» (Уппсала)           | «Юнайтед» (Уппландс-Весбю)   | Гальмстад БК                   |
| 2015  | «Єнчепінг Седра»             | Естерсундс ФК                | «Сіріус» (Уппсала)             |
| 2014  | «Гаммарбю» (Стокгольм)       | ГІФ Сундсвалль               | Юнгшиле СК                     |
| 2013  | Фалькенбергс ФФ              | Еребру СК                    | ГІФ Сундсвалль                 |
| 2012  | «Естерс» (Векше)             | «Броммапойкарна» (Стокгольм) | Гальмстад БК                   |
| 2011  | Отвідабергс ФФ               | ГІФ Сундсвалль               | Енгельгольм ФФ                 |
| 2010  | «Сиріанска» (Седертельє)     | ІФК Норрчепінг               | ГІФ Сундсвалль                 |
| 2009  | М'єльбю АІФ                  | Отвідаберґс ФФ               | «Ассиріска» (Седертельє)       |
| 2008  | «Ергрюте» (Гетеборг)         | «Геккен» (Гетеборг)          | «Броммапойкарна» (Стокгольм)   |
| 2007  | ІФК Норрчепінг               | Юнгшиле СК                   | ГІФ Сундсвалль                 |
| 2006  | Треллеборгс ФФ               | Еребру СК                    | «Броммапойкарна» (Стокгольм)   |
| 2005  | АІК Стокгольм                | «Естерс» (Векше)             | ҐАІС Гетеборг                  |
| 2004  | «Геккен» (Гетеборг)          | «Єфле» (Євле)                | «Ассиріска» (Седертельє)       |
| 2003  | Кальмар ФФ                   | Треллеборгс ФФ               | «Геккен» (Гетеборг)            |
| 2002  | «Естерс» (Векше)             | Енчепінг СК                  | «Вестра Фрелунда» (Гетеборг)   |
| 2001  | Кальмар ФФ                   | Ландскруна БоІС              | М'єльбю АІФ                    |
| 2000  | «Юргорден» (Стокгольм)       | Мальме ФФ                    | М'єльбю АІФ                    |